# Associazione Calcio Padova 1956-1957
Questa pagina raccoglie i dati riguardanti l'Associazione Calcio Padova nelle competizioni ufficiali della stagione 1956-1957.

## Stagione
Nella Serie A 1956-1957 il Padova si classifica all'undicesimo posto con 32 punti, gli stessi di Napoli e Lanerossi Vicenza.

## Rosa
| N. |                   | Ruolo | Calciatore          |
| -- | ----------------- | ----- | ------------------- |
|    | Italia (bandiera) | P     | Giorgio Bolognesi   |
|    | Italia (bandiera) | P     | Antonio Pin         |
|    | Italia (bandiera) | D     | Giovanni Azzini     |
|    | Italia (bandiera) | D     | Ivano Blason        |
|    | Italia (bandiera) | D     | Alessio Nicolè      |
|    | Italia (bandiera) | D     | Pino Pregnolato     |
|    | Italia (bandiera) | D     | Benito Sarti        |
|    | Italia (bandiera) | D     | Aurelio Scagnellato |
|    | Italia (bandiera) | D     | Gastone Zanon       |
|    | Italia (bandiera) | C     | Pietro Biagioli     |
|    | Italia (bandiera) | C     | Silvano Chiumento   |
|    | Italia (bandiera) | C     | Paolo Ferrari       |

| N. |                      | Ruolo | Calciatore         |
| -- | -------------------- | ----- | ------------------ |
|    | Italia (bandiera)    | C     | Sergio Pison       |
|    | Italia (bandiera)    | C     | Giacomo Mari       |
|    | Italia (bandiera)    | C     | Silvano Moro       |
|    | Italia (bandiera)    | C     | Antonio Seffusatti |
|    | Italia (bandiera)    | A     | Amedeo Bonistalli  |
|    | Italia (bandiera)    | A     | Enore Boscolo      |
|    | Italia (bandiera)    | A     | Paolo Coppola      |
|    | Italia (bandiera)    | A     | Piero Golin        |
|    | Argentina (bandiera) | A     | Adolfo Morello     |
|    | Italia (bandiera)    | A     | Bruno Nicolè       |
|    | Argentina (bandiera) | A     | Humberto Rosa      |

## Risultati

### Serie A

#### Girone di andata
| 16 settembre 1956 1ª giornata | Padova | 2 – 6 | Sampdoria |  |

| 23 settembre 1956 2ª giornata | Inter | 2 – 0 | Padova |  |

| 30 settembre 1956 3ª giornata | Padova | 1 – 1 | Triestina |  |

| 7 ottobre 1956 4ª giornata | Roma | 2 – 2 | Padova |  |

| 14 ottobre 1956 5ª giornata | Padova | 2 – 0 | Milan |  |

| 21 ottobre 1956 6ª giornata | Genoa | 1 – 1 | Padova |  |

| 28 ottobre 1956 7ª giornata | Padova | 1 – 1 | Napoli |  |

| 18 novembre 1956 8ª giornata | Palermo | 1 – 1 | Padova |  |

| 25 novembre 1956 9ª giornata | Padova | 1 – 1 | Lanerossi Vicenza |  |

| 2 dicembre 1956 10ª giornata | Bologna | 1 – 2 | Padova |  |

| 16 dicembre 1956 11ª giornata | Padova | 0 – 0 | Atalanta |  |

| 23 dicembre 1956 12ª giornata | Torino | 0 – 2 | Padova |  |

| 30 dicembre 1956 13ª giornata | Padova | 0 – 1 | Lazio |  |

| 6 gennaio 1957 14ª giornata | Padova | 4 – 1 | Udinese |  |

| 13 gennaio 1957 15ª giornata | Juventus | 0 – 0 | Padova |  |

| 20 gennaio 1957 16ª giornata | Fiorentina | 3 – 0 | Padova |  |

| 27 gennaio 1957 17ª giornata | Padova | 1 – 2 | SPAL |  |

#### Girone di ritorno
| 3 febbraio 1957 18ª giornata | Sampdoria | 2 – 0 | Padova |  |

| 10 febbraio 1957 19ª giornata | Padova | 3 – 2 | Inter |  |

| 17 febbraio 1957 20ª giornata | Triestina | 0 – 0 | Padova |  |

| 24 febbraio 1957 21ª giornata | Padova | 0 – 1 | Roma |  |

| 3 marzo 1957 22ª giornata | Milan | 2 – 0 | Padova |  |

| 10 marzo 1957 23ª giornata | Padova | 2 – 0 | Genoa |  |

| 17 marzo 1957 24ª giornata | Napoli | 1 – 0 | Padova |  |

| 24 marzo 1957 25ª giornata | Padova | 1 – 0 | Palermo |  |

| 31 marzo 1957 26ª giornata | Lanerossi Vicenza | 0 – 0 | Padova |  |

| 7 aprile 1957 27ª giornata | Padova | 1 – 1 | Bologna |  |

| 14 aprile 1957 28ª giornata | Atalanta | 0 – 0 | Padova |  |

| 28 aprile 1957 29ª giornata | Padova | 1 – 3 | Torino |  |

| 5 maggio 1957 30ª giornata | Lazio | 1 – 1 | Padova |  |

| 19 maggio 1957 31ª giornata | Udinese | 0 – 0 | Padova |  |

| 2 giugno 1957 32ª giornata | Padova | 2 – 1 | Juventus |  |

| 9 giugno 1957 33ª giornata | Padova | 2 – 2 | Fiorentina |  |

| 16 giugno 1957 34ª giornata | SPAL | 0 – 0 | Padova |  |

## Statistiche

### Statistiche di squadra
| Competizione | Punti | In casa | In casa | In casa | In casa | In casa | In casa | In trasferta | In trasferta | In trasferta | In trasferta | In trasferta | In trasferta | Totale | Totale | Totale | Totale | Totale | Totale | DR |
| Competizione | Punti | G       | V       | N       | P       | Gf      | Gs      | G            | V            | N            | P            | Gf           | Gs           | G      | V      | N      | P      | Gf     | Gs     | DR |
| ------------ | ----- | ------- | ------- | ------- | ------- | ------- | ------- | ------------ | ------------ | ------------ | ------------ | ------------ | ------------ | ------ | ------ | ------ | ------ | ------ | ------ | -- |
| Serie A      | 32    | 17      | 6       | 6       | 5       | 24      | 23      | 17           | 2            | 10           | 5            | 9            | 16           | 34     | 8      | 16     | 10     | 33     | 39     | -6 |

### Statistiche dei giocatori
Nel computo delle reti segnate si aggiunga un autogol a favore.
| Giocatore      | Serie A  | Serie A |
| Giocatore      | Presenze | Reti    |
| -------------- | -------- | ------- |
| G. Bolognesi   | 1        | -1      |
| A. Pin         | 33       | -38     |
| G. Azzini      | 27       | 1       |
| I. Blason      | 27       | 1       |
| A. Nicolè      | 1        | 0       |
| P. Pregnolato  | 1        | 0       |
| B. Sarti       | 18       | 0       |
| A. Scagnellato | 30       | 0       |
| G. Zanon       | 11       | 0       |
| P. Biagioli    | 3        | 0       |
| S. Chiumento   | 30       | 1       |
| P. Ferrari     | 1        | 0       |
| S. Pison       | 21       | 2       |
| G. Mari        | 31       | 1       |
| S. Moro        | 21       | 4       |
| A. Seffusatti  | 1        | 0       |
| A. Bonistalli  | 29       | 12      |
| E. Boscolo     | 20       | 2       |
| P. Coppola     | 4        | 1       |
| P. Golin       | 19       | 4       |
| A. Morello     | 3        | 0       |
| B. Nicolè      | 12       | 2       |
| H. Rosa        | 30       | 1       |